# Ali Ehsassi
Ali Ehsassi, né le 24 avril 1970 à Genève en Suisse, est un avocat, fonctionnaire et homme politique canadien.
Il est député de la circonscription de Willowdale à la Chambre des communes du Canada depuis les élections fédérales de 2015 sous la bannière du Parti libéral du Canada et ministre de la Transformation du gouvernement, des Services publics et de l'Approvisionnement depuis le 14 mars 2025.

## Biographie
Arrière-petit-fils de Abdolhossein Teymourtash, le ministre de la Cour de la dynastie Pahlavi de 1925 à 1933 en Iran, et fils d'un diplomate iranien, Ali Ehsassi naît le 24 avril 1970 à Genève en Suisse. À trois ans, sa famille déménage à New York aux États-Unis où il est inscrit à l'École internationale des Nations unies, ce qui lui permet de rencontrer des élèves venant du monde entier. Après la révolution iranienne, sa vie change et à 15 ans, sa famille s'installe à North York au Canada, ville fusionnée à Toronto en 1998.
Il étudie à l'Université de Toronto où il s'engage socialement et politiquement. Il est président de la section de l'université de l'Unicef, vice-président de l'association étudiante de sciences politiques et président du Club des jeunes libéraux. Diplômé de l'Université de Toronto, il fréquente ensuite la London School of Economics et obtient des diplômes de la Osgoode Hall Law School de l'Université York à Toronto et de l'université de Georgetown à Washington.
Lors des élections fédérales canadiennes de 2015, il est élu député à la Chambre des communes de Willowdale retournant ainsi cette circonscription dans le giron du Parti libéral du Canada. Il défait le député conservateur Chungsen Leung en obtenant plus de 53 % des votes et une majorité de 7 529 voix. Il est réélu en 2019 et de nouveau en 2021.
En janvier 2025, il soutient Mark Carney lors de la course à la direction du Parti libéral du Canada. Le 14 mars suivant, il devient ministre de la Transformation du gouvernement, des Services publics et de l’Approvisionnement dans le gouvernement de ce dernier.